# Le Moine et le Philosophe
Le Moine et le Philosophe (sous-titre : Le Bouddhisme aujourd'hui) est un livre de Matthieu Ricard et Jean-François Revel son père, écrit sous forme d'un dialogue, et paru en 1997 chez NiL Éditions.
Il a été traduit en 21 langues, et a remporté le prix Alexandra-David-Néel/Lama-Yongden l'année de sa publication.

## Résumé
Matthieu Ricard, qui est devenu moine bouddhiste après avoir suivi des études scientifiques, dialogue avec son père Jean-François Revel, philosophe agnostique, à qui il expose ce qu'est le bouddhisme. Ils n'avaient jamais jusque-là éprouvé le besoin de confronter leurs points de vue. Ils abordent des thèmes tels que la métaphysique bouddhiste, la spiritualité, la psychanalyse ou l'attitude devant la mort, en suivant un modèle socratique.

## Contexte
Quand son fils est parti au Tibet en 1972, Jean-François Revel (« Revel » est un pseudonyme) a cru qu'il entrait « dans une secte », puis il a compris que le bouddhisme était sérieux. Dans ces retrouvailles, le philosophe semble faire plus de pas vers le point de vue du moine que l'inverse, l'entretient se déroule d'ailleurs essentiellement au Népal, mais chacun reste sur ses positions.

## Réception
Le livre a été un succès de librairie relativement inattendu, compte tenu de ce type de sujet philosophique. Il est même devenu un succès d'édition au niveau mondial, à la stupéfaction de Matthieu Ricard. Le livre a été tiré à 200 000 exemplaires dès 1999, et plus de 300 000 exemplaires en France en 2014.

## Plan
- De la recherche scientifique à la quête spirituelle
- Religion ou philosophie ?
- Le fantôme dans la boîte noire
- Une science de l'esprit ?
- De la métaphysique bouddhiste
- Action sur le monde et action sur soi
- Bouddhisme et Occident
- Spiritualité religieuse et spiritualité laïque
- D'où naît la violence ?
- Sagesse, science et politique
- Drapeau rouge sur le toit du monde
- Le bouddhisme : déclin et renaissance
- Foi, rituel et superstition
- Le bouddhisme et la mort
- L'individu roi
- Le bouddhisme et la psychanalyse
- Influences culturelles et tradition spirituelle
- Du progrès et de la nouveauté
- Le moine interroge le philosophe
- Conclusion du philosophe
- Conclusion du moine